# Pieve di San Pietro a Gropina

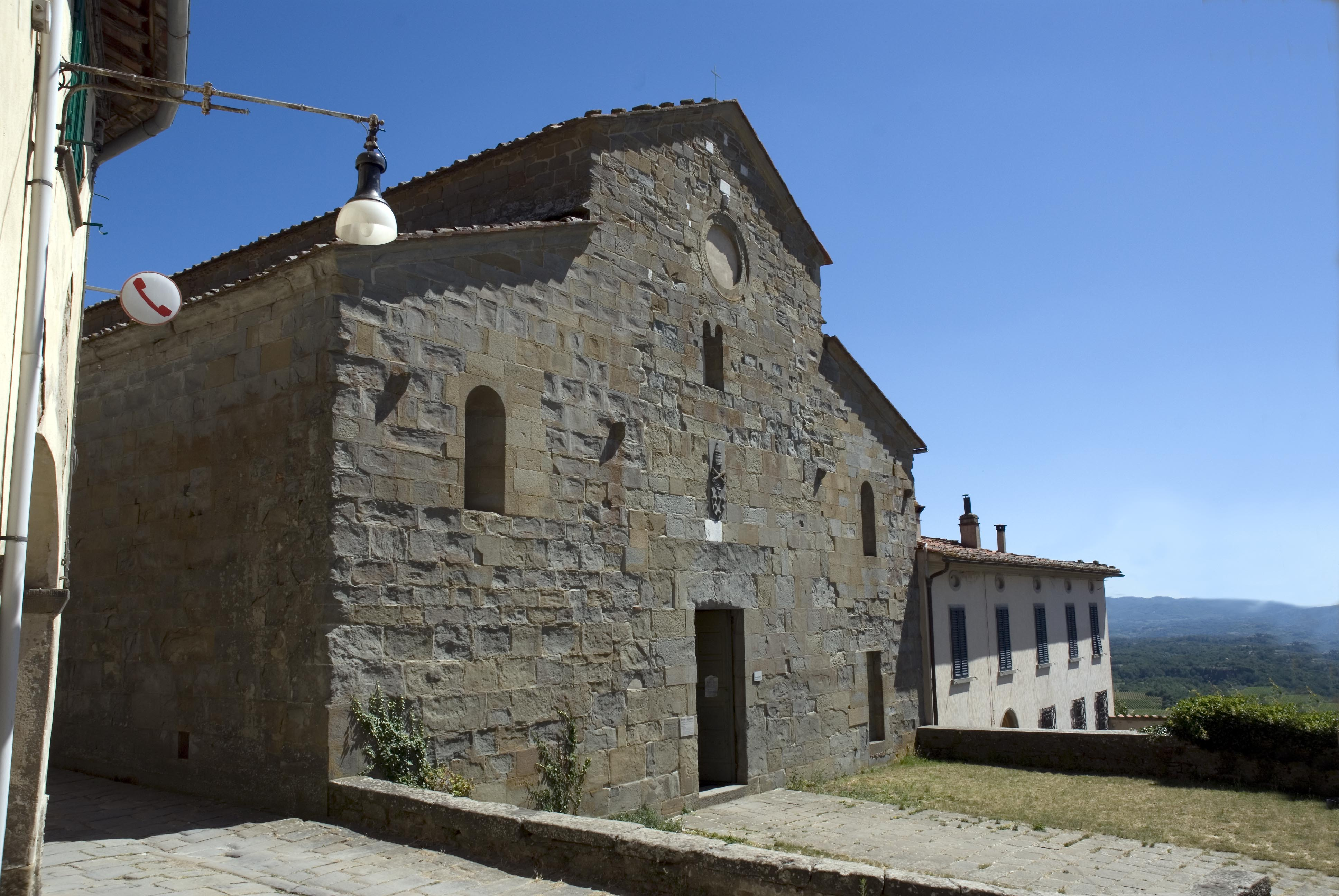
Die Fassade von San Pietro

Die Pieve di San Pietro a Gropina ist eine kleine Kirche nahe der toskanischen Gemeinde Loro Ciuffenna. Sie ist bekannt für ihre mittelalterlichen Kapitelle und die Kanzel und wurde zum Nationalmonument ernannt.

## Lage
Die Kirche liegt etwa 1,3 Kilometer südöstlich von Loro Ciuffenna. Sie ist über die nach diesem Ortsteil benannte Straße Frazione Gropina und – über eine kleine Seitenstraße – über die Via Sette Ponti Levante erreichbar.
Den ersten Namensbestandteil hat sie in ihrer ehemaligen Funktion als Pieve, das Patrozinium ist das des Simon Petrus, ital.: San Pietro.

## Baugeschichte
Ein erster Kirchenbau an dieser Stelle, eine kleine Kapelle, wurde bereits im 4. Jahrhundert errichtet. Ihm folgte im 8. Jahrhundert eine Klosterkirche, die von Benediktinern errichtet wurde. Vorausgegangen war die Schenkung des Geländes an die bei Modena gelegene Abtei Nonantola durch Karl den Großen im Jahr 780. Von beiden Gebäuden wurden Fundamentreste ergraben. Nach einer Meinung wurde das heutige Kirchengebäude vor 1191 errichtet, nach einer anderen möglicherweise erst zu Beginn des 13. Jahrhunderts. Der der Kirche angefügte Campanile stammt aus dem Jahr 1232.

## Äußeres
Die dreiachsige Fassade ist von großer Schlichtheit. Über dem Portal befindet sich ein päpstliches Wappenschild mit den heraldischen Symbolen der Medici, den sechs Palle. Oberhalb dessen ist ein kleines Biforienfenster eingefügt, wobei die mittlere Säule fehlt. Darüber gibt ein Rundfenster noch etwas Schmuck. Die seitlichen Achsen werden von Rundbogenfenstern durchbrochen.
Wichtiger als die Fassade ist die äußere Gestaltung der Apsis. Sie ist mit Blendarkaden verziert und verfügt als oberen Abschluss über eine Zwerggalerie. Die Verzierung mit Blendarkaden ist vergleichbar mit derjenigen der Pieve di San Pietro a Romena und anderen Kirchen im Casentino, wohingegen die Zwerggalerie eher an oberitalienische Kirchen erinnert, so etwa in Lucca oder Pisa.

## Inneres

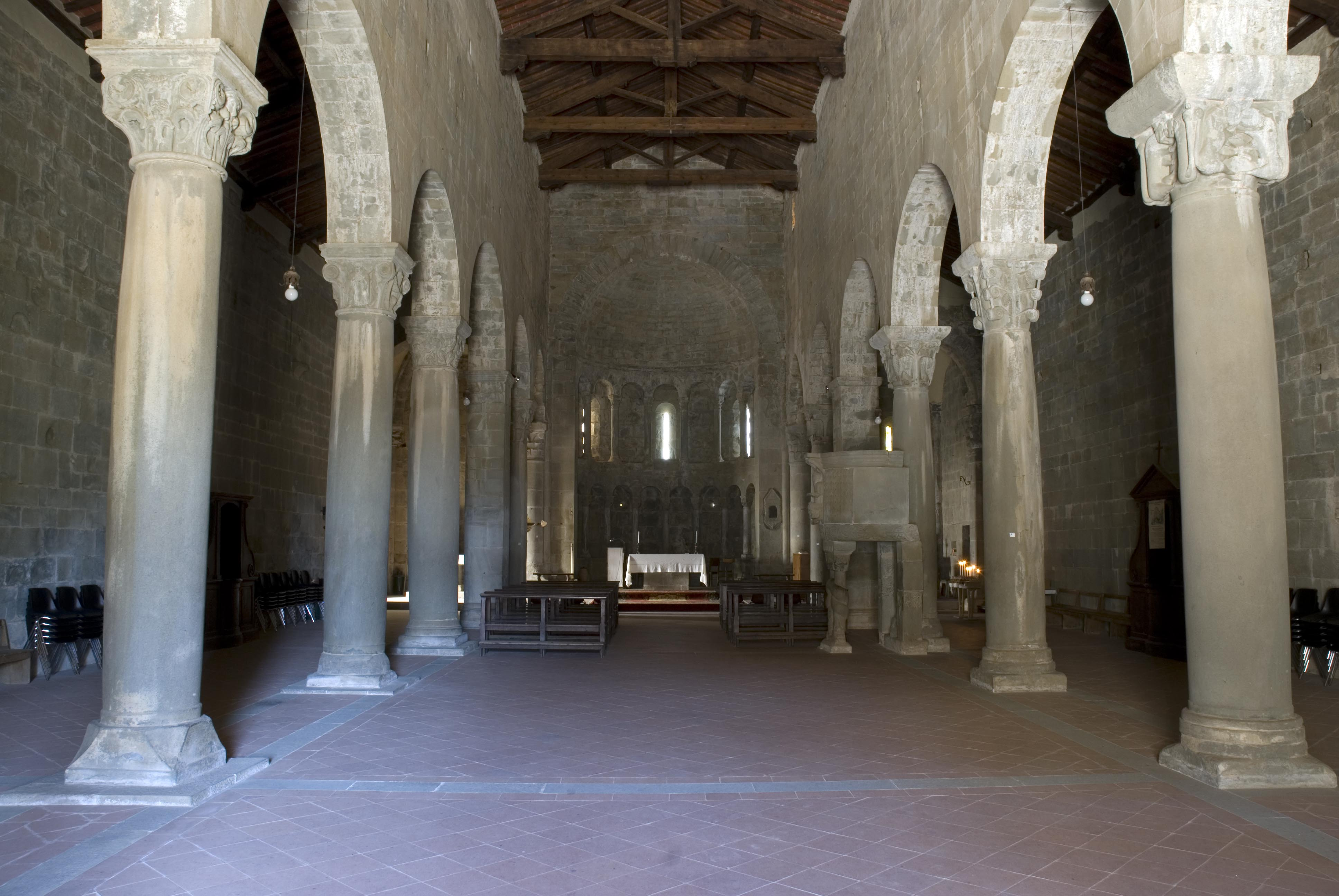
Blick in das Mittelschiff mit der Kanzel

Die Kirche ist basilikal angelegt, sie verfügt dementsprechend über drei Kirchenschiffe mit erhöhtem Mittelschiff. Die Kirche ist lediglich in der vordersten Querachse in den Seitenschiffen überkuppelt, ansonsten ist der hölzerne Dachstuhl frei sichtbar. Die Arkadenbögen werden von nicht regelmäßig gestellten Säulen mit teilweise kräftiger Entasis getragen, wobei die zweiten Säulen vor der Apsis beiderseits durch Pfeiler ersetzt wurden.

### Kapitellformen
Von Interesse sind die unterschiedlichen Kapitellformen. Sie unterscheiden sich je nach Seite an Qualität und Thematik. Die Kapitelle der linken Seite mit Blickrichtung zur Apsis sind deutlich feiner gearbeitet als die der rechten Seite, vermutet wird, dass die recht roh gemeißelten, eher volkstümlichen rechten Kapitelle lediglich von örtlichen Steinmetzen gearbeitet wurden. Die rechte Seite enthält verschiedene Tierdarstellungen, so etwa Kämpfende Tiere an den vordersten drei Kapitellen, aber auch Weinreben und andere, eher archaisch anmutende Figuren. Aufgrund der Tierdarstellungen könnte ein stilistischer Einfluss der Kathedrale von Modena vorliegen. Die Kapitelle der linken Seite hingegen befassen sich mit christlichen Themen, so etwa Samsons Kampf mit dem Löwen (vgl. (Ri 14,6 )) und eine Darstellung Christus in der Mandorla. Daneben sind noch verschiedene Dämonen gemeißelt.

### Kanzel
Der Kanzel auf der rechten Seite an der vierten Säule wurde als Basis ein verknotetes Säulenpaar untergesetzt. Sie ist halbrund gearbeitet und enthält neben den ornamental gearbeiteten Zierleisten noch beigefügte Flachreliefs mit Darstellungen u. a. von Seraphim und einer zweischwänzigen Sirene. Nicht einig ist sich die Kunstgeschichte, wie die mittlere Figurengruppe unter dem Lesepult zu deuten ist: eine Meinung will Christus mit Taube und Löwe erkennen, eine andere Darstellungen von Evangelistensymbolen, in der Abfolge von oben den Adler des Johannes, den geflügelten Menschen des Matthäus und den Löwen des Markus.

### Apsis
Die Apsis übernimmt die Blendbogenverzierungen der Außenseite, geht aber noch ein Stück darüber hinaus. Die Arkadenbögen ruhen hier auf kleinen Vollsäulen, die doppelstöckig gestellt sind, woraus sich eine diaphane Wirkung ergibt.